# A Lover's Complaint
A Lover's Complaint (Complainte d'une amante) est un poème narratif de William Shakespeare, publié en 1609 en appendice de l'édition originale de ses Sonnets .
Ce poème, exprimant les plaintes d'une amante délaissée, s'inscrit dans une tradition d'ajout d'un poème long à une suite de sonnets, après la Complaint to Rosamund de Samuel Daniel en appendice de Delia (1592), la Complaint of Elstred de Thomas Lodge en appendice de Phillis (1593), Matilda the Faire de Michael Drayton en appendice de Idea's Mirror et Cassandra de Richard Barnfield en appendice de The Affectionate Shepherd (1594).

## Présentation

### Texte
Le poème se compose de quarante-sept strophes en septains écrits sous la forme dite de la « rime royale » (schéma de rimes ababbcc), forme déjà employée dans son poème de 1594, The Rape of Lucrece.
Le poème commence par la description d'une jeune femme qui pleure au bord d'une rivière dans laquelle elle jette des lettres déchirées, des bagues et d'autres marques d'amour. Un vieil homme s'approche d'elle et demande la raison de son chagrin. Elle répond en lui racontant l'histoire d'un ancien amant qui l'a séduite et abandonnée. Elle raconte en détail le discours que son amant lui a donné et qui l'a séduite. Elle conclut son histoire en concédant qu'elle tomberait à nouveau pour les charmes trompeurs du jeune homme.

### Publication
A Lover's Complaint est publié en 1609 en appendice de l'édition originale de ses Sonnets.
Ce poème, exprimant les plaintes d'une amante délaissée, s'inscrit dans une tradition d'ajout d'un poème long à une suite de sonnets, après la Complaint to Rosamund de Samuel Daniel en appendice de Delia (1592), la Complaint of Elstred de Thomas Lodge en appendice de Phillis (1593), Matilda the Faire de Michael Drayton en appendice de Idea's Mirror et Cassandra de Richard Barnfield en appendice de The Affectionate Shepherd (1594).

## Postérité

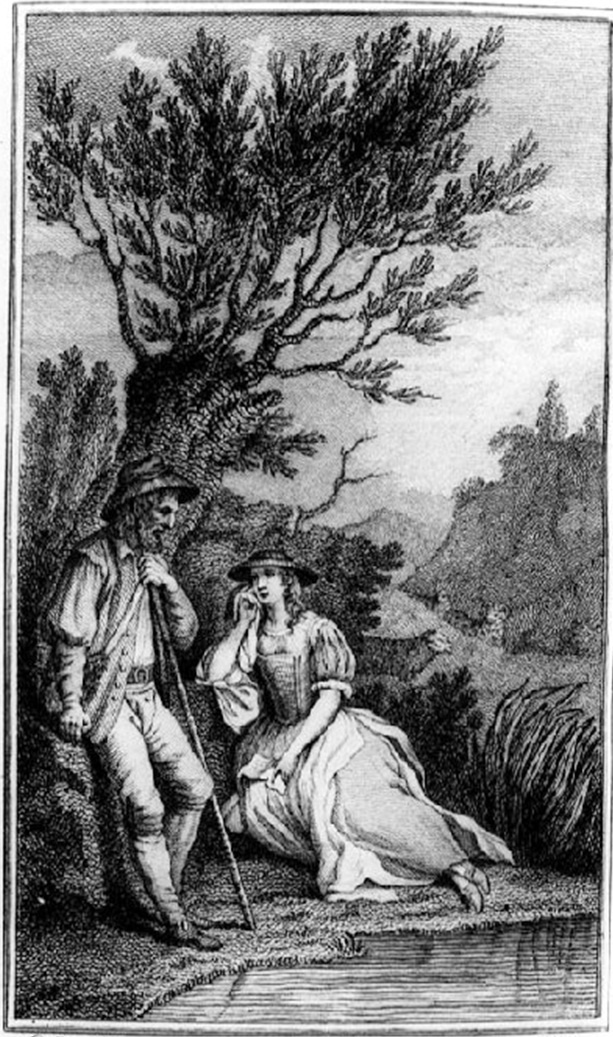
Illustration pour A Lover's Complaint dans l'édition des Œuvres complètes de Shakespeare en 1774.

### Attributions
La paternité de Shakespeare n'a été mise en question qu'au début du XIXe siècle, lorsque William Hazlitt exprime des doutes. En 1917, John M. Robertson suggère que le poème — et plusieurs pièces de théâtre — ont pu être écrits par Chapman. Cette hypothèse a été contestée : l'attribution d'A Lover's Complaint à Chapman « est encore moins probable que son attribution à Shakespeare ».

### Analyse
Considérant les archaïsmes et des latinismes du poème, Edmond Malone suggère que Shakespeare tentait peut-être de rivaliser avec la poésie de Spenser. Les spécialistes de l'œuvre dramatique de Shakespeare ont établi des parallèles thématiques avec les situations de Tout est bien qui finit bien et de Mesure pour mesure. Selon John Kerrigan, le poème peut être considéré comme une coda appropriée aux Sonnets , avec son triangle narratif formé d'une jeune femme, d'un vieil homme et d'un prétendant séduisant — triangle de personnages qui se trouve dans les sonnets eux-mêmes.

### Éditions modernes

#### Œuvres complètes
- Robert Ellrodt, William Shakespeare, Œuvres complètes, Paris, Robert Laffont, 2002, 1159 p. (ISBN 978-2-221-08236-2), « Les poèmes de Shakespeare », p. 521-991